# Szyroka Bałka (obwód odeski)
Szyroka Bałka – wieś na Ukrainie, w obwodzie odeskim, w rejonie bielajewskim. W 2001 roku liczyła 728 mieszkańców.